# Пожар в Москва (1812)
Вижте пояснителната страница за други значения на Пожар в Москва.
Пожарът в Москва през 1812 г. започва на 14 септември 1812 г., когато руските войски и повечето жители изоставят града, а авангардните войски на Наполеон влизат в града след битката при Бородино. Бедствието продължава до 18 септември и унищожава около 3/4 от Москва.

## Причини
Преди да напусне Москва граф Ростопчин заповяда големите обществени сгради (включително църкви и манастири) да бъдат взривени и изгорени. Но това не е единствената предполагаема причина за пожара, който унищожава града. Тъй като по-голямата част от френската армия се премества в града, за някои от пожарите са виновни те. Днес, по-голямата част от историците, смятат, че първоначалните пожари са започнати от руснаците.
Великата армия, която плячкосва града, също е отговорна за случилото се. Бедствието започва, след като голям брой малки пожари нарастват в един огромен. Пожарите се разпространяват бързо, тъй като повечето сгради в Москва са направени от дърво. Въпреки че Москва има пожарна команда, оборудването ѝ е предварително унищожено по заповед на Ростопчин. Когато Наполеон се оттегля в замък извън града, войските му изгубват дисциплината си и започват да плячкосват и ограбват Москва. Дори твърдите наказания не успяват да попречат на грабежите, побоите и изнасилванията над московски граждани от френски войници.

## Хронология
Датите са според в григорианския календар (нов стил).
- 8 септември – руската армия започна отстъпления източно от Бородино.
- 14 септември – руската армия марширува през Москва в източна посока към Рязан, следвана от множество цивилни. Френската армия пресича река Москва.
- 15 септември – Наполеон пристигна в Кремъл.
- 17 – 18 септември – пожарът унищожава голяма част от града; Наполеон се завръща в Кремъл, очаквайки от Русия призив за мир.
- 18 – 19 октомври – френската армия напусна Москва.

## Последици
Иван Катяев обобщава загубите на около 3/4 от всички имоти в града:
- 6496 от 9151 частни къщи;
- 8251 магазини и складове;
- 122 от 329 църкви (като се броят само общите загуби).

Московският държавен университет, библиотеката Бутулин, Петровският и Арбашки театри са напълно унищожени, както и множество произведения на изкуството.
През 1811 г. населението на Москва се оценява на 270 000 души, а след края на войната жителите, които се връщат в града, са 215 000.

## Възстановяване на града
Началото на възстановителните дейности се забавя с около 5 години, поради недостига на държавни и частни средства. През това време много от имотите са продадени и цели квартали променят социалния си статус.
Бедствието дава възможността на властите да планират града от нулата. През февруари 1813, Александър I създава Комисия по сградите в Москва, която трябва да направи жизнеспособен генерален план на града. Планът на Уилям Хейсти е определен за неадекватен за изпълнение на задачата. Затова Комисията наема местни архитекти и топографи, които изготвят крайния план през 1817 г.
В периода 1816 – 30 г. се разширяват много улици и се създава кръгова магистрала, на мястото на старото укрепление. През 1817 г. се провежда първата копка на катедралата Alexander Witberg 's Cathedral of Christ the Saviour, но по-късно този проект се отменя Реконструкция на Червения площад и Kitai-Gorod са спасени от Джоузеф Бове, който проектира Upper Trade Rows по модел на Сената в Кремъл „Матвей Казаков“. През февруари 1818 г. Иван Мартос завършва паметника на Минин и Пожарски, първия публичен паметник в Москва, поставен в центъра на Червения площад. Бове проектира също симетричен театър-площад. Московският университет и други обществени сгради са преустроени от Доменико Гилиарди и Афанасий Григориев.
Бове също се справи с „фасада отдел“, за разрешаване на фасадни конструкции за всички нови сгради. Поради недостигът на тухли, камък и цимент, се използва и дърво.
|  | Тази страница частично или изцяло представлява превод на страницата Fire of Moscow (1812) в Уикипедия на английски. Оригиналният текст, както и този превод, са защитени от Лиценза „Криейтив Комънс – Признание – Споделяне на споделеното“, а за съдържание, създадено преди юни 2009 година – от Лиценза за свободна документация на ГНУ. Прегледайте историята на редакциите на оригиналната страница, както и на преводната страница, за да видите списъка на съавторите. ВАЖНО: Този шаблон се отнася единствено до авторските права върху съдържанието на статията. Добавянето му не отменя изискването да се посочват конкретни източници на твърденията, които да бъдат благонадеждни. |